# لطایف الانشا
لطایف الانشا کتابی است به زبان فارسی در آموزش ترسّل (نامه نگاری) که در سدهٔ هشتم هجری به دست نصرالله بن علا بنّای نسفی، مشهور به ناصر بن علا نوشته شده است.
نویسندهٔ کتاب از اهالی شهر نسف در ماوراءالنهر (کشور کنونی ازبکستان) بوده است و در خدمت پادشاهان آل کرت به سر می‌برده است و کتاب خود را پس از ۷۴۸ ه‍.ق نوشته است.
لطایف الانشا در سال ۱۴۰۲ به تصحیح احمد بهنامی احمد بهنامی توسط انتشارات فرهنگستان زبان و ادب فارسی منتشر شده است.